# Georgetown (Ohio)
Georgetown  ist ein Village im Brown County im Bundesstaat Ohio in den Vereinigten Staaten.
Die Gemeinde ist Sitz der County-Verwaltung (County Seat).  Bei der Volkszählung 2000 hatte Georgetown 3691 Einwohner.
Der amerikanische Präsident Ulysses S. Grant wuchs in Georgetown auf, ebenso der Comiczeichner Paul Hornschemeier.